# المتحف الغربي للطيران
المتحف الغربي للطيران (بالإنجليزية: WMOF)‏ هو متحف للطيران يقع في زامبيريني فيلد، المطار المحلي في توررانسي بكاليفورنيا. تتولى مؤسسة الطيران التاريخي لكاليفورنيا الجنوبية إدارة المتحف. لا يشتمل المتحف على الطائرات التاريخية فحسب، والتي بُني العديد منها في كاليفورنيا الجنوبية، ولكنه يحتوي أيضًا على مجموعة كبيرة من الصور والمُخططات التاريخية.